# Фјумес (Болцано)
Фјумес је насеље у Италији у округу Болцано, региону Трентино-Јужни Тирол.
Према процени из 2011. у насељу је живело 253 становника. Насеље се налази на надморској висини од 894 м.